# Velika vas, Moravče
Velika vas je naselje v Občini Moravče. Nad vasjo se vzpenjata hriba Cicelj ter Sveti Miklavž, ki sta tudi znani turistični točki.  Skozi kraj pelje  Evropska pešpot E-6.

## Zgodovina
Velika vas je nastala na prisojni terasi pod 836 m visokim Cicljem. Ime je dobila po velikem naselju.
Velika vas je najstarejše znano naselje v Moravški dolini, omenjena je že sredi 12. stoletja kot »Michilndorf«.
13. julija 1344 se imenuje »Michildorf«, 21. januarja 1346 in 16. novembra 1366 pa »Micheldorf«. V listini 23. novembra 1370 se imenuje »Michildorf«. Leta 1385 je vdova Nikolaja Kolovškega podarila samostanu v Mekinjah dve kmetiji v Veliki vasi, ki se je nemško imenovala »Mycheldorf« (Michel - velik, dorf - vas). Zanimivo je, da je bilo še 1821 v vasi šest podložnikov samostana v Mekinjah. V času jožefinskih reform so tu nameravali ustanoviti faro.